# Werreniederung und Haferbach
Das Gebiet Werreniederung und Haferbach ist ein 2005 durch das Regierungspräsidium Detmold ausgewiesenes Naturschutzgebiet (NSG-Nummer LIP–082) in der nordrhein-westfälischen Stadt Lage im Kreis Lippe in Deutschland.

## Lage
Das rund 52 Hektar große Naturschutzgebiet Werreniederung und Haferbach gehört naturräumlich zum Lipper Bergland. Es erstreckt sich entlang der Werre und des Haferbachs, rund dreieinhalb Kilometer nordwestlich der Lagenser Innenstadt, südöstlich und nordwestlich des Ortsteils Pottenhausen.

## Beschreibung
Das Schutzgebiet Werreniederung und Haferbach wird als Gebiet mit „alten Buchenwäldern, altem Ufergehölz, Auwald-Gesellschaften, Kiesbänken sowie Kolken und Steilwänden“ beschrieben.

## Schutzzweck
Wesentlicher Schutzzweck ist die „Erhaltung eines noch weitgehend naturnahen Baches mit Ufergehölzen, Auwald-Fragmenten als Vernetzungsbiotop im Gewässersystem der Werre“.

## Flora und Fauna

### Flora
Aus der schützenswerten Flora sind besonders die im Gebiet vorkommenden „Arten der Roten Liste der gefährdeten Pflanzen in Nordrhein-Westfalen“ zu nennen:
- Flatterulme (Ulmus laevis)
- Flutender Wasser-Hahnenfuß (Ranunculus fluitans)

### Fauna

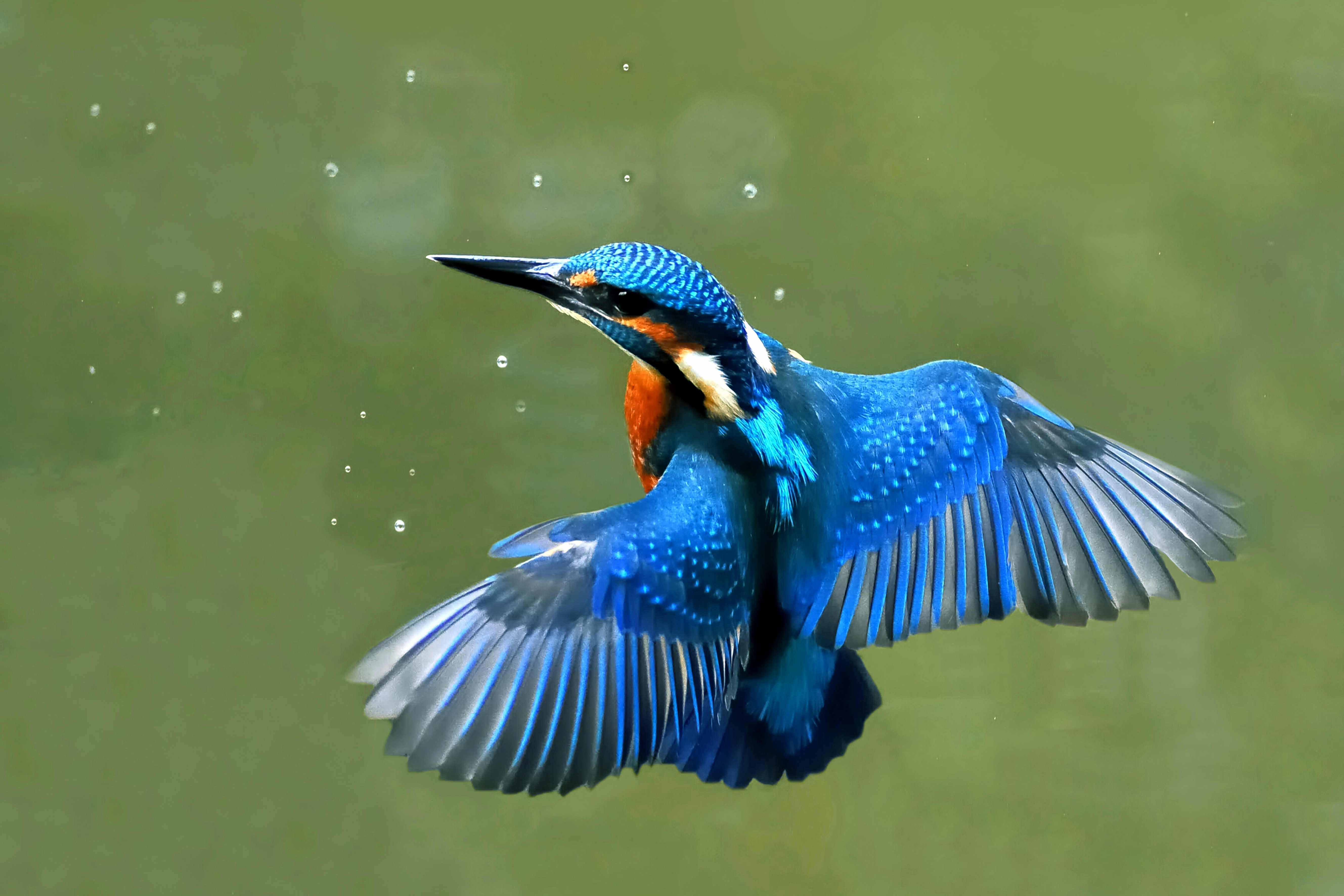
Eisvogel im Schwebflug

Aus der schützenswerten Fauna sind besonders die im Gebiet vorkommenden „Arten der Roten Liste der gefährdeten Tiere in Nordrhein-Westfalen“ und Tierarten nach FFH-Richtlinie zu nennen:
- Eisvogel
- Grünspecht
- Kammmolch
- Nachtigall
- Wasseramsel
- Weinbergschnecke
- Wespenbussard